# Тома Фила
Тома Фила (Битољ, 29. јул 1941) српски је адвокат и политичар цинцарског порекла. Члан је Председништва Социјалистичке партије Србије и Епархијског савета Архиепископије београдско-карловачке. Председник је црквене општине Града Београда, а био је и народни посланик у Народној скупштини Републике Србије. Познат је и по томе што се јавно залагао и лобирао за аутокефалност Македонске православне цркве.

## Порекло
Тома Фила је рођен 29. јула 1941. године у Битољу, као син адвоката Филоте Филе и Ели, кћерке београдског трговца Николе Сапунџића. Пошто су их бугарске окупационе власти протерале из Битоља, родног града његовог оца, морали су да се преселе у Србију под управом Владе генерала Милана Недића. Тома је ратне године провео са мајком у Неготину, док је отац Филота радио у Београду и 1943. године ухапшен као партизански илегалац, због чега је био заточен у Бањичком логору и потом одведен у концентрациони логор Маутхаузен-Гусен.

## Образовање
Завршио је Основну школу бр. 2 на Дорћолу, у последњој генерацији где је основно школовање трајало четири године. Потом је похађао Прву мушку гимназију. У то време, исту школу су похађали Стевица Марковић и Миша Словенац.
Између гимназије и факултета је кратко боравио у Паризу код рођака, са идејом да тамо отпочне студије, али је одустао. Уписао је Правни факултет Универзитета у Београду 1959. године и дипломирао у јуну 1963. године са просеком 8,80. У време студија је тренирао мачевање у МК Црвена звезда и био јуниорски првак Србије 1960. године. Као мачевалац се појављивао у својству статисте у филму Жана Мареа "Куле, чувај се!" (фр. La Tour, prends garde!, 1959), затим филмовима "Ханибал" (1959), "Монголи" (1961)...
Током првог Самита несврстаних у Београду 1961. године, његов отац је морао да отпутује у иностранство и повео га са собом у Париз. Тамо га је упознао са др Живком Топаловићем, председником предратне Социјалистичке партије Југославије и чланом Централног националног комитета за време Другог светског рата.
Универзитет „Св. Климент Охридски" у Битољу му је 22. априла 2016. године доделио звање почасног доктора наука (doctor honoris causa).

## Адвокатска каријера
Адвокатски приправник је постао 1. јула 1963. године у адвокатског канцеларији свог оца. Адвокатски испит је положио 3. јула 1965. године и постао најмлађи адвокат у Југославији. Као млади адвокат, дружио се са глумцем Зораном Радмиловићем.
Од 1988. до 1992. године је био председник Адвокатске коморе Југославије, односно Адвокатске коморе Србије.
Међу његовим клијентима били су Јованка Броз, Жарко Лаушевић, Здравко Чолић, Раде Марковић као и политичари Борка Вучић и Слободан Милошевић.

### Борба против смртне казне
У јавности је постао познат као адвокат људи оптужених за најтежа кривична дела, међу којима је велики број људи био оптужен за дела за која је била запрећена смртна казна. Укупно 16 његових клијената је било осуђено на смртну казну, а само једна је била извршена. Поводом смртне казне је изјавио: „Противник сам смртне казне, и увек сам спреман да изразим свој став“.

### Хашки трибунал
Први је адвокат из Србије кога је ангажовао Међународни кривични суд за бившу Југославију у Хагу, непосредно по свом оснивању, но то га није спречило да каже да је Хашки трибунал, неозбиљан и пристрасан суд, и да га упореди са Нирнбершким процесом.
У Хашком трибуналу је бранио Николу Шаиновића (председника Владе Републике Србије), генерал-пуковника Ђорђа Ђукића, Горана Лајића, Славка Докмановића (градоначелника Вуковара), Млађу Радића и Горана Хаџића (предсједника Републике Српске Крајине).
Поводом одласка генерала Ратка Младића у Хаг, Фила је изјавио: Ужасан је укус у устима, јер људи који су били величине, који су створили Републику Српску, сада имају тамо третман као последњи човек. То је оно што је страшно и зато ја у томе не видим ништа добро.
У пензији је од 2010. године.

## Политичка делатност
Тома Фила није био члан Савеза комуниста Југославије, као ни његов отац, али је близак левичарским идејама и за себе тврди да је социјалдемократа:
Мој отац је био левичар и то социјалдемократа. И ја сам по опредељењу социјалдемократа јер сматрам да је то најправедније опредељење не само у Србији, већ и у свету.— Тома Фила
Именован је за саветника Ивице Дачића, првог потпредседника Владе и министра унутрашњих послова, 2009. године. Његовим залагањем и посредовањем, октобра 2011. године је потписан споразум о преласку границе између Србије и Македоније само са личном картом.
Члан Социјалистичке партије Србије је постао у децембру 2017. године. На изборима за одборнике Скупштине града Београда 2018. године, изабран је за градског одборника, али је поднео оставку на конститутивној седници 7. јуна.
На парламентарним изборима 2020. године, изабран је за народног посланика у Народној скупштини Републике Србије, као кандидат на изборној листи "Ивица Дачић - Социјалистичка партија Србије - Јединствена Србија - Драган Марковић Палма".